# Cabera sinicaria
Cabera sinicaria là một loài bướm đêm trong họ Geometridae.